# Лианозовский электромеханический завод
АО «НПО „Лианозовский электромеханический завод“» (НПО «ЛЭМЗ») — головное предприятие российского научно-производственного центра «Утёс-Радары». Расположен в Москве.

## История
Завод основан в 1935 году и первоначально занимался ремонтом и изготовлением пассажирских вагонов. В 1951 году он был перепрофилирован под производство сложной радиоэлектронной аппаратуры и уже в следующем году освоил выпуск радиолиний и радиолокационных станций.
В 2002 году ЛЭМЗ вошёл в состав Концерна ПВО «Алмаз-Антей».
В июне 2018 года на собрании акционеров ПАО НПО «Алмаз» было принято решение о присоединении АО «НПО Лианозовский электромеханический завод» и последующей реорганизации НПО «Алмаз».

## Руководители
- 1948—1955: Шабров Владимир Георгиевич (1913—1995)
- 1955—1957: Пригарин Иван
- 1957—1962: Фёдоров Николай А.
- 1962—1965: Корнеев Иван Д.
- 1965—1976: Кузнецов, Константин Иванович
- 1976—1988: Агафонов Константин Васильевич
- 199.—2005: Клочков Валерий Павлович
- 2005—2016: Бендерский Геннадий Петрович

## Деятельность
Завод расположен на севере Москвы рядом с бывшим посёлком Лианозово (откуда и пошло его название).
ЛЭМЗ участвовал в национальных программах, например, в оснащении радиолокационными средствами автоматизированных систем управления воздушным движением «Стрела» в России (Ростовская зона), на Украине (Киевская зона) и в Белоруссии (Минская зона), в создании посадочного комплекса советского космического корабля многоразового использования «Буран», в создании низковысотного обнаружителя для зенитно-ракетного комплекса С-300ПМУ. Основным разработчиком выпускаемой заводом продукции является ОКБ при НПО «ЛЭМЗ» (бывшее конструкторское бюро «Лира»).
Основными видами продукции завода являются: РЛС ПВО различных модификаций (в том числе 96Л6), трассовые и аэродромные РЛС для управления воздушным движением («Утёс-Т», «Лира-Т»), системы трансляции и обработки радиолокационных данных, оборудование для командных пунктов и центров управления воздушным движением.
Другое направление производства — товары народного потребления. Сначала это были популярные трёхпрограммные радиоприёмники «Аврора», «Маяк» и «Трио». В начале 1980-х годов предприятие освоило выпуск первых советских клонов Apple II — персональных компьютеров «Агат», разработанных в НИИ Вычислительных Комплексов (НИИВК), а также бытовых компьютеров «Микроша».

## ОКБ
КБ «Лира» («Лианозовские радары») — конструкторское бюро, основанное в 1951 году. Занимается разработкой радиолокационных комплексов и систем управления различного назначения.
Лианозовский электромеханический завод и КБ «Лира» до конца 2007 года юридически были разными организациями. В конце 2007 года ЛЭМЗ и КБ «Лира» были объединены в НПО «ЛЭМЗ».
ОКБ при НПО «ЛЭМЗ» (ранее известное как КБ «Лира») является основным разработчиком выпускаемой заводом продукции.
ООО «ЛЭМЗ-Т» является дочерним предприятием НПО «ЛЭМЗ» в Томске, являясь резидентом особой экономической зоны технико-внедренческого типа «Томск».

## Санкции
23 декабря 2016 года предприятие внесено в список санкций США по Украине..